# Großer Komet von 191
| 191                  | 191                  |
| Geschichte           | Geschichte           |
| -------------------- | -------------------- |
| Entdecker            |                      |
| Datum der Entdeckung | Oktober/November 191 |

Der Große Komet von 191 ist ein Komet, der im Jahr 191 mit dem bloßen Auge gesehen werden konnte. Er wird zu den „Großen Kometen“ gezählt.

## Entdeckung und Beobachtung
Über diesen Kometen ist wenig bekannt, aber nach den verfügbaren Berichten scheint es ein ausgesprochen spektakuläres Objekt gewesen zu sein. Nach der chinesischen Chronik  Hòu Hàn Shū aus dem 5. Jahrhundert erschien irgendwann zwischen dem 6. Oktober und dem 4. November ein „kometenartiges Banner“ im Sternbild Jungfrau. Die Berichte sprechen von „weißer Farbe“ (was auf eine große Helligkeit hindeutet) und „über 100° Länge“. Nach diesen Angaben erschien der Komet am Morgenhimmel.

„Während der Herrschaft des Kaisers Hàn Xiàndì (189–220), im zweiten Jahr der Ära Chū Píng (190–193), wurde im neunten Mond ein Banner gesehen. Es war etwa 100 Ellen lang. Seine Farbe war weiß. Es erschien im Süden der Himmelsregionen Jiăo und Kàng.“

Dieser Bericht wird auch in zwei koreanischen Chroniken im Samguk Sagi mit gleichen Angaben wiederholt.

„Im Herbst, im neunten Monat des achten Jahrs von Porhyu Wang (184-196), erschien ein Banner zwischen den Himmelsregionen Jiăo und Kàng.“

Darüber hinaus ist nichts über dieses Objekt bekannt. Entweder verschwand es sehr rasch wieder, oder das Wetter verschlechterte sich, oder aus anderen Gründen gab es keine weiteren Beobachtungen, oder die Berichte gingen verloren.
Aus Europa gibt es einen Bericht von Lampridius in der Historia Augusta, dass während der Regentschaft des Kaisers Commodus (161–192) ein „Haarstern“ gesehen wurde. Nach Herodian sollen zu jener Zeit sogar mehrfach Wunderzeichen erschienen sein: So seien ständig Sterne am Taghimmel gesehen worden, einige davon seien langgestreckt gewesen und schienen in der Luft zu hängen. Möglicherweise war der Große Komet von 191 einer von ihnen.

## Umlaufbahn
Aufgrund der chinesischen Beschreibung und basierend auf der beschriebenen Position und der enormen Länge und Helligkeit des Schweifs vermutete Hasegawa bereits 1979, dass es sich um einen Sonnenstreifer der Kreutz-Gruppe gehandelt haben könnte. Der Periheldurchgang des Kometen könnte demnach Ende September bis Anfang Oktober 191 erfolgt sein. In einer neueren Untersuchung von 2001 gaben er und Nakano ein mögliches Periheldatum 12. Oktober 191 an und sie berechneten dazu eine Ephemeride, die mit der überlieferten Beobachtung korrespondiert.
Aufgrund der unsicheren Ausgangsdaten kann keine Aussage darüber getroffen werden, ob und gegebenenfalls wann der Komet in das innere Sonnensystem zurückkehren könnte.